# Ralph Merkle
Ralph Merkle (2 de fevereiro de 1952) é um pesquisador estadunidense em criptografia de chave pública e, mais recentemente, pesquisador e palestrante sobre nanotecnologia molecular e criogenia.

## Biografia
Merkle graduou-se na Livermore High School em 1970 e começou a estudar ciência da computação na Universidade de Berkeley, obtendo seu BA em 1974, e seu M.S. em 1977. Em 1979, recebeu seu Ph.D em engenharia elétrica da Universidade de Stanford, com uma tese intitulada sigilo, autenticação e sistemas de chave pública. Foi professor na Faculdade de Computação no Instituto de Tecnologia da Geórgia.
Merkle é também diretor da Alcor Life Extension Foundation, do Arizona. Na indústria, foi o gerente de desenvolvimento do compilador do Elxsi em 1980. Em 1988, tornou-se um pesquisador na Xerox PARC, até 1999. Posteriormente, trabalhou como um teórico da nanotecnologia para a Zyvex, retornando à universidade em 2003, como professor emérito na Georgia Tech.
Merkle concebeu um sistema de comunicação através de um canal inseguro: Puzzles de Merkle. Ele co-inventou o Merkle-Hellman (MH), a Construção de Merkle-Damgård, e a Árvore de Merkle. Enquanto na Xerox PARC, Merkle projetou o Khufu and Khafre, Cifra em bloco e a Snefru.